# 1,2-Bis(dimethylphosphino)ethan
1,2-Bis(dimethylphosphino)ethan (dmpe) ist eine chemische Verbindung aus der Gruppe der Diphosphane mit häufigem Einsatz in der Koordinationschemie. 

## Synthese
Die Synthese erfolgt durch Reaktion von Methylmagnesiumiodid mit 1,2-Bis(dichlorphosphino)ethan:
Alternativ kann dmpe auch durch Alkylierung von Natriumdimethylphosphid gewonnen werden.
Die Synthese aus Thiophosphoryltrichlorid hat zu schweren Unfällen geführt und sollte nicht mehr verwendet werden.

## Eigenschaften

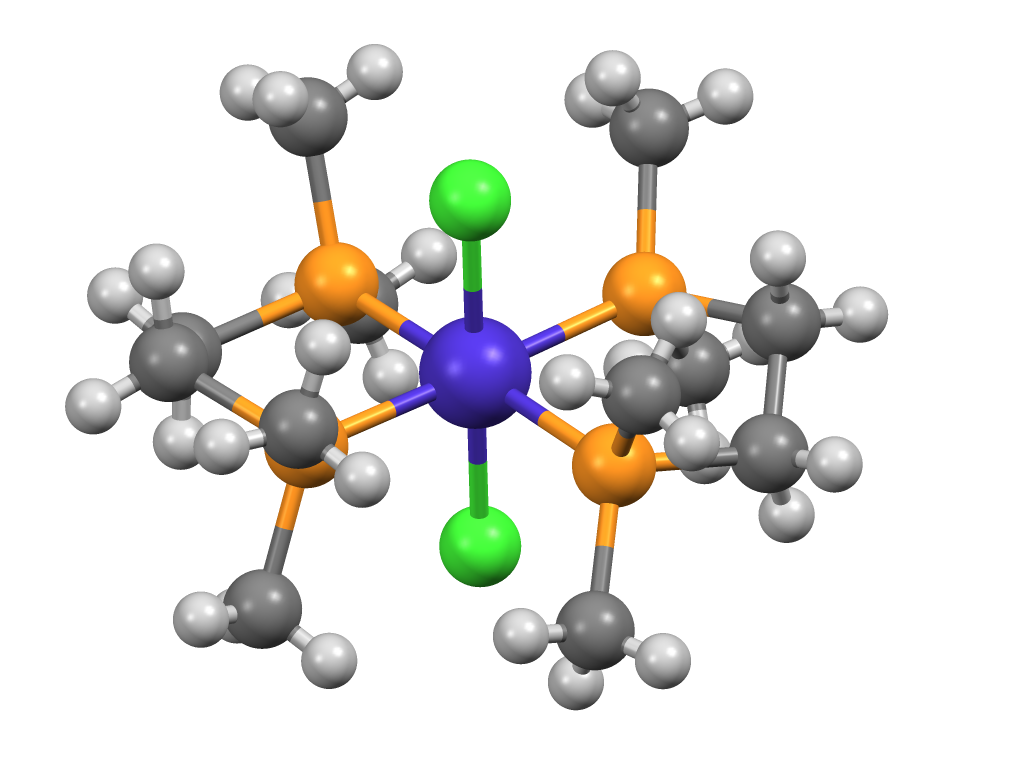
Struktur von trans-CoCl_{2}(dmpe)_{2} (P ist ocker, Co blau und Cl grün eingefärbt.)

Bei 1,2-Bis(dimethylphosphino)ethan handelt es sich um eine farblose, luftempfindliche Flüssigkeit, die in organischen Lösungsmitteln löslich ist.
Es dient als stark basischer Beobachterligand. Repräsentative Komplexe sind V(dmpe)2(BH4)2, Mn(dmpe)2(AlH4), Tc(dmpe)2(CO)2Cl und Ni(dmpe)Cl2.

## Verwandte Liganden
Tetramethylethylendiamin ist das Diaminanalogon von dmpe. Bis(dicyclohexylphosphino)ethan ist ein sterisch anspruchsvolleres Analogon, welches außerdem den Vorteil bietet, ein Feststoff zu sein.

## Externe Links zu erwähnten Verbindungen
1. ↑  Externe Identifikatoren von bzw. Datenbank-Links zu 1,2-Bis(dichlorphosphino)ethan:  CAS-Nr.: 28240-69-9, EG-Nr.: 628-231-8, ECHA-InfoCard: 100.156.519, PubChem: 119904, ChemSpider: 107057, Wikidata: Q81013815.
2. ↑  Externe Identifikatoren von bzw. Datenbank-Links zu Bis(dicyclohexylphosphino)ethan:  CAS-Nr.: 23743-26-2, EG-Nr.: 684-243-3, ECHA-InfoCard: 100.209.704, PubChem: 534202, ChemSpider: 465407, Wikidata: Q19903535.